# Kamal el-Mallakh
Kamal el-Mallakh (كمال الملاخ), né le 26 octobre 1918 et mort le 29 octobre 1987, est un égyptologue égyptien. Il est le découvreur de la barque solaire du complexe funéraire de Khéops en 1950.
Il est diplômé de l'université du Caire en égyptologie. Il travailla quatorze années à Gizeh. Également journaliste à Al-Ahram, il est l'un des fondateurs du festival international du film du Caire.

## Publications
- The Gold of Tutankhamen,  Kamal El-Mallakh & Arnold Brackman, 1978,   (ISBN 088225264X)
- Treasures of the Nile: Art of the temples and tombs of Egypt, 1980,   (ISBN 0882252933)
- Al-Ustadh, 1981,  (ISBN 9777345208)
- al-Akawan Sayf wa-Adham Wanli, 1984,  (ISBN 9770102717)
- Gamal Es-Seguini, 1985, (ASIN B000KW144Y)
- Cairo: Giza-Sakkarh-Memphis, 1987,  (ISBN 8870116301)